# Cinnamomum pittosporoides
Cinnamomum pittosporoides Hand.-Mazz. – gatunek rośliny z rodziny wawrzynowatych (Lauraceae Juss.). Występuje naturalnie w południowych Chinach – w środkowej i południowej części Junnanu oraz w południowym Syczuanie. 

## Morfologia
PokrójZimozielone drzewo dorastające do 25 m wysokości. Młode pędy są owłosione.
LiścieNaprzemianległe. Mają kształt od eliptycznego do eliptycznie lancetowatego. Mierzą 9–13 cm długości oraz 3–5 cm szerokości. Są nagie. Nasada liścia jest klinowa. Blaszka liściowa jest o spiczastym wierzchołku. Ogonek liściowy jest nagi i dorasta do 8–12 mm długości.
KwiatySą niepozorne, obupłciowe, zebrane w wiechy, rozwijają się w kątach pędów. Kwiatostany dorastają do 3–4 cm długości, podczas gdy pojedyncze kwiaty mają długość 5 mm. Są bardzo owłosione i mają żółtą barwę. Podsadki mają trójkątny kształt, są bardzo owłosione i mierzą 1 mm długości.
OwoceMają jajowaty kształt, osiągają 25 mm długości i 20 mm szerokości.

## Biologia i ekologia
Rośnie w wiecznie zielonych lasach. Występuje na wysokości od 1800 do 2500 m n.p.m. Kwitnie od lutego do maja, natomiast owoce dojrzewają od czerwca do października.